# Parafia św. Michała Archanioła w Wysokiem
Parafia Świętego Michała Archanioła w Wysokiem – parafia rzymskokatolicka w Wysokiem, należąca do archidiecezji lubelskiej i dekanatu Turobin. Została erygowana w 1413. Znajduje się przy Rynku Jabłonowskich. Parafię prowadzą księża diecezjalni.

## Historia
Parafia została erygowana 30 września 1413 roku przez bpa Wojciecha Jastrzębca. Wcześniej mieszkańcy Wysokiego przynależeli do parafii w Targowisku. Należała wówczas do diecezji krakowskiej i weszła w skład archidiakonatu zawichojskiego i dekanatu urzędowskiego.
W 1417 roku biskup Jastrzębiec dokonał konsekracji drewnianego kościoła pw. Wniebowzięcia Najświętszej Maryi Panny i świętego Wojciecha.
W drugiej połowie XVI wieku nowy właściciel Wysokiego – Piotr Kaszowski, który był arianinem, zamienił kościół na zbór ariański. Stan ten trwał do drugiej połowy XVII wieku. 
W 1800 roku księżna Anna Jabłonowska (ówczesna właścicielka Wysokiego) rozpoczęła budowę nowego murowanego kościoła w stylu klasycystycznym. Budowę ukończył Maciej Jabłonowski. Konsekracja nastąpiła 7 października 1806 roku.
W 1805 roku parafia została przyłączona do nowo powstałej diecezji lubelskiej. W połowie XIX wieku parafia została przyłączona do dekanatu krasnostawskiego.
Na początku XX wieku kościół wybudowany przez Jabłonowskich został rozebrany, gdyż był za mały dla ciągle powiększającej się liczby wiernych oraz był w złym stanie technicznym. 
W latach 1905–1908 wzniesiono obecnie istniejący kościół parafialny. Kościół został konsekrowany w 1914 roku przez biskupa lubelskiego Franciszka Jaczewskiego.
W 1980 roku z parafii wydzielono parafię w Giełczwi.

## Obszar
Parafia obejmuje miejscowości: Dragany, Łosień, Maciejów Nowy, Maciejów Stary, Nowy Dwór, Słupeczno, Spławy, Stolnikowizna, Tarnawka II, Wysokie, Zabłocie.